# سونا موسسیان
تالین سونا موسسیان ( انگلیسی: Sona Movsesian؛ زادهٔ ۱۳ اکتبر ۱۹۸۳) مجری تلویزیون، و پادکست‌ساز ارمنی‌تبار اهل ایالات متحده آمریکا است. وی از سال ۲۰۰۹ میلادی تاکنون مشغول فعالیت بوده‌است.

## زندگی‌نامه
وی در ۱۳ اکتبر ۱۹۸۳ ‏در مونت‌بلو، کالیفرنیا به دنیا آمد و از دانشگاه کالیفرنیای جنوبی فارغ‌التحصیل گشت. 